# Telegram (programje)
Telegram Messenger je brezplačna aplikacija za takojšnje sporočanje, osnovana na centraliziranem enkriptiranem omrežju, ki ponuja tekstovno sporočanje, videokonferenčne klice in VoIP, poleg tega pa še deljenje datotek in nekatere druge funkcionalnosti.
V osnovi je uporaba brezplačna, z množico uradnih in neuradnih klientov za različne operacijske sisteme in druga okolja, ki uporabljajo telegramov protokol, le za registracijo uporabnika zahteva delujočo telefonsko številko na pametnem telefonu z Androidom ali iOS. S plačilom članarine za program »Premium« pridobi uporabnik več prostora za deljenje datotek, hitrejši prenos in dodatne možnosti za sodelovanje v klepetalnicah (kanalih).
Omrežje sta leta 2013 ustvarila in zagnala brata Nikolaj in Pavel Durov, ki sta nekoč vodila priljubljeno rusko družbeno omrežje VKontakte (VK), a je bil Pavel leta 2014 prisiljen prodati svoj delež zaradi pritiskov ruskih oblasti, nakar je odšel v tujino. Podjetje, ki upravlja z omrežjem Telegram, ima zdaj sedež v Dubaju. V začetku leta 2022 je število aktivnih uporabnikov po trditvah lastnikov preseglo 700 milijonov, klient pa je med največkrat pretočenimi aplikacijami na svetu. Je med najbolj priljubljenimi aplikacijami za takojšnje sporočanje v več državah, kot sta Rusija in Ukrajina; hkrati je omrežje zaradi enkripcije priljubljeno orodje za nelegalne in druge prikrite dejavnosti.
Telegram je blokiran v Iranu, na Kitajskem, v Braziliji in Pakistanu. V Rusiji je bil blokiran do 2020. Ustanovitelj Telegrama je izrazil željo, da bi Telegram v boju proti cenzuri v Iranu in na Kitajskem igral podobno vlogo kot v Rusiji.
Telegram je bil glavno komunikacijsko orodje protivladnih protestov v Belorusiji leta 2020, ki so izbruhnili po množičnih obtožbah o volilnih prevarah za zmago Aleksandra Lukašenka. Po volitvah je bil internet v državi izklopljen, Telegram je ostal ena redkih delujočih platform, Lukašenkova vlada pa ga je skušala blokirati.